# ポール・ローゼンバーグ (美術商)
ポール・ローゼンバーグ（Paul Rosenberg、1881年12月29日 - 1959年6月29日）は、フランスの美術商である。ジョルジュ・ブラック、アンリ・マティス、パブロ・ピカソなど多くの印象派・ポスト印象派の画家の代理人を務め、兄のレオンスと共に当時世界有数の近代美術の美術商であった。

## キャリア
1881年12月29日にパリで、ユダヤ系フランス人の美術商、アレクサンドル・ローゼンバーグの次男として生まれた。アレクサンドルは、1878年に骨董商を創業し、1898年までには印象派・ポスト印象派の作品を扱う美術商として有名になっていた。アレクサンドルは、ポールとその兄のレオンスに美術商としての教育を行った。アレクサンドルは兄弟を、美術商としての経験を積ませ、人脈を構築するためにロンドン、ベルリン、ウイーン、ニューヨークへのグランドツアーに出した。この旅行中にポールは、ゴッホのデッサン2点とマネの肖像画1点を220ドルで購入し、パリへ持ち帰ってから売却して利益を得た。1906年から兄弟は父の助手として働くようになり、父が引退すると2人がその跡を継いだ。その後、ポールは1911年にラ・ボエシ通りに独自の画廊を開き、兄弟は別々に活動するようになった。

### パリ: 1911-1940年
兄レオンスがキュビズムの擁護者として知られるようになり、ポールもそれに続いたが、ポールの画廊の方が芸術地区として知られる場所にあったため、兄よりも良い人脈を築き、大きな資金を得ることができた。当初は義兄弟のダニエル＝ヘンリー・カーンワイラーと共に仕事をしていたが、後にジョルジュ・ウィルデンシュタインと共に仕事をするようになり、カーンワイラーが持っていた画家との独占的な契約を奪った。1918年にピカソ、1922年にブラック、1927年にマリー・ローランサン、フェルナン・レジェ、1936年にマティスと契約を結んだ。
ローゼンバーグは、古典から現代までのヨーロッパの主要な芸術家の作品を取り扱い、後にアメリカの芸術家の作品も扱うようになった。ポールが作品を取り扱ったアメリカの芸術家には、マースデン・ハートレー、マックス・ウェーバー、エイブラハム・ラトナー、カール・クナス、オロンツィオ・マルダレッリ、ニコラ・ド・スタール、グレアム・サザランド、ケネス・アーミテイジ、ジャコモ・マンズーなどがいる。それにより、1920年以降、ローゼンバーグの画廊は世界で最も活発で影響力のある画廊とみなされるようになった。
ローゼンバーグは、カーンワイラーと同様に、芸術家と独占契約を結んでその作品を購入し、芸術家に経済的な保証を与えていた。ピカソとは、バレリーナのオルガ・コクローヴァとの新婚旅行の後にお金を貸し、自分の実家の隣のアパートの部屋を用意するなど、生涯にわたり友好関係を結んだ。ローゼンバーグは、ピカソが1932年に愛人のマリー＝テレーズ・ワルテルをモデルに描いた絵画『ヌード、観葉植物と胸像』を購入し、1951年にニューヨークでフランシス・ブロディに売却した。ローゼンバーグとピカソは、毎年夏に家族ぐるみで南フランスに出かけ、F・スコット・フィッツジェラルド、サマセット・モーム、イーゴリ・ストラヴィンスキー、モーリス・ラヴェル、マティスなどの友人たちと共にバカンスを過ごした。
1935年、義兄弟で著名な骨董商のジャック・ヘルフトと共に、ロンドンのボンド・ストリートに支店を開いた。これにより、より多くのアメリカ人と取引ができるようになった。アメリカでの主な顧客にはニューヨーク近代美術館(MoMA)やフィラデルフィア美術館などがあり、特にニューヨーク近代美術館は、その開設初期にローゼンバーグが資金的な支援をした。個人客にはアルフレッド・H・バー・ジュニア、チェスター・デール、C・ダグラス・ディロンやマージョリー・フィリップス、ダンカン・フィリップス夫妻などがいる。フィリップス夫妻が集めた美術品を展示するフィリップス・コレクションの収蔵品の大半は、ローゼンバーグを通して購入されたものである。
1930年代の終わり頃、ヨーロッパで戦争が勃発する気配を感じたローゼンバーグは、所有する美術品をロンドン支店を経由してアメリカ、オーストラリア、南米の倉庫へ移動させ始めた。また、フランス国内での美術品の購入を中止し、契約している芸術家たちにも同様の手配をするように勧めた。移転はかなり進んでいたが、1940年5月のナチス・ドイツのフランス侵攻の時点でフランス国内に2千点以上の作品が残されたままだった。また、ローゼンバーグは夫妻ともユダヤ人であるため、ユダヤ人排斥政策をとるナチスドイツ支配下のフランスから脱出する必要があった。ポルトガルの外交官アリスティデス・デ・ソウザ・メンデスが発給したビザにより、ローゼンバーグ一家はポルトガルに脱出した。
1940年7月、ナチスのアルフレート・ローゼンベルクは全国指導者ローゼンベルク特捜隊(ERR)の拠点をパリに設置した。この組織は、ヒトラーがオーストリアのリンツに建設を計画していた総統美術館(Führermuseum)に収蔵する美術品の収集（略奪）を目的としていた。ローゼンバーグのものを含む全ての略奪した美術品は、ジュ・ド・ポーム国立美術館に設置された倉庫にトラックで集められた。そこでは、ナチスに雇われた専門家が、「所有者のいない文化財」と呼称された美術品を鑑定・分類し、梱包してドイツへ鉄道で輸送した。終戦後のフランス政府関係者の推定によれば、フランスの個人所有の美術品の3分の1がナチスに略奪された。

### ニューヨーク: 1940-1959年
ローゼンバーグと妻、娘のミシュリーヌとその夫のジョゼフ・ロベール・シュヴァルツは、1940年9月にリスボンを経由してニューヨークに到着した。ローゼンバーグは、友人たちの支援により、フランス国外に移送していた美術品をもとにして、ニューヨークの東57丁目79番地に新しい画廊を設立した。ローゼンバーグの新しい画廊は、アメリカの美術界に好感を持って迎えられ、『アート・ダイジェスト』誌に4ページの特集が組まれた。
戦後もニューヨークを拠点とした。戦中に奪われた美術品のいくつかを再購入して取り戻すことができたが、それは失った作品の半分以下だった。また、自らパリへ行き、かつて一家の運転手を務めていたルイから、一家がポルトガルへ向けて出発した直後にERRのトラックが来たという話を聞いた。この最初のヨーロッパへの旅行で、ローゼンバーグはパリの小さな美術館から、ピカソが1918年に描いた妻と娘の肖像画を買い戻した。
その後ローゼンバーグは、米軍がナチスから没収した自身の所有作品の多くを取り戻した。1953年、ニューヨーク近代美術館でローゼンバーグが戦後に取り戻した作品89点が展示された。その中には、ローゼンバーグが保有する作品を保管していたボルドーの銀行の金庫を襲撃したERRが略奪した162点の絵画の中の一点である、ギュスターヴ・クールベの『海辺に横たわる裸婦』（1868年）も含まれていた。この作品は、1941年12月にナチスの収蔵品一覧に加えられた。その後、ゲーリングの個人の所有物となっていたが、戦後にローゼンバーグに返還された。ローゼンバーグはこの作品を1953年4月にコレクターのルイス・E・スターンに売却し、スターンは1964年にフィラデルフィア美術館に寄贈した。
ローゼンバーグは1959年6月29日にフランスのヌイイ＝シュル＝セーヌで死去した。
息子のアレクサンドルは、1946年にニューヨークで父と共に生活するようになり、1952年からはビジネスパートナーとなった。1959年に父が亡くなった後は会社の代表となった。1962年、アメリカ美術商協会を共同で設立して初代会長に就任し、生涯に渡って同会の常任理事を務めた。また、アメリカ政府や内国歳入庁の美術品に関するアドバイザーを務めた。アレクサンドルが1987年にロンドンで死去した後は、その妻のイレーヌが事業を引き継いだ。
ミシュリーヌの娘のアンヌ・サンクレールは、フランスでジャーナリストとして活動しており、政治家のドミニク・ストロス＝カーンの元妻である。
2007年にミシュリーヌが死去した後、一族はローゼンバーグの保有作品をニューヨーク近代美術館に寄贈することで合意した。2010年、ニューヨーク近代美術館でローゼンバーグのコレクションの展示会が行われた。

## 美術品の回収

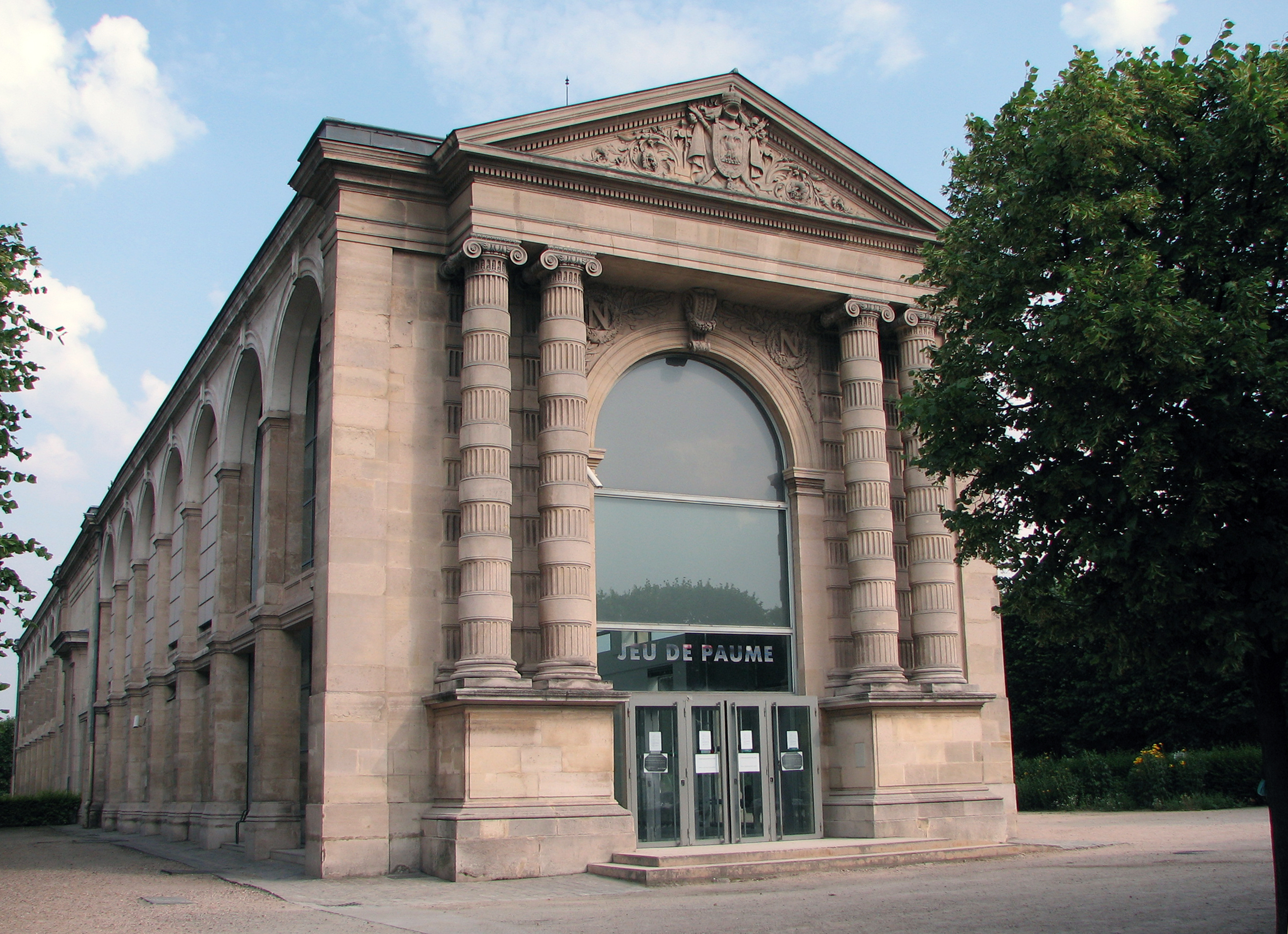
ジュ・ド・ポーム国立美術館

ナチスが「退廃芸術」のドイツへの持ち込みを禁止したため、ナチスがフランス国内で略奪した美術品は、ジュ・ド・ポーム国立美術館の「殉教者の部屋」と呼ばれる場所に一旦保管された。ローゼンバーグが保有していた美術品の多くは「退廃芸術」に指定されたため、ドイツ国内へは運ばれず、退廃芸術利用委員会の任務の対象となった。これは、ヨーゼフ・ゲッベルスの個人的な指示により、総統博物館の建設や戦争遂行の資金にするために退廃芸術を売却して外貨を獲得するというもので、ヘルマン・ゲーリングは、ERRが承認した美術商にこれらの美術品を清算させた。ゲーリングは、その売却益を自分に渡すよう指示し、その金で自分の個人の美術品コレクションを増やした。略奪された美術品の多くはスイス経由で売却され、ローゼンバーグのコレクションはヨーロッパ中に拡散された。ピカソが1923年にプロヴァンスで描いた水彩画『浜辺の裸婦』、マティスの作品7点、エドガー・ドガの『ガブリエル・ディオの肖像』など70点が今なお行方不明となっている。

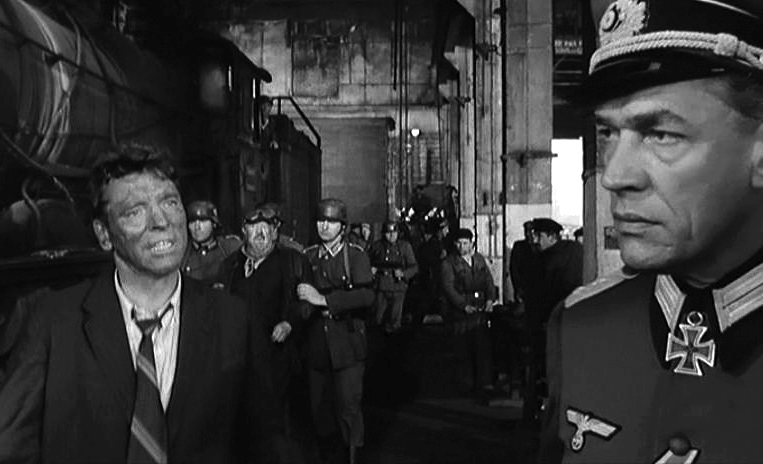
映画『大列車作戦』のワンシーン。左から右に、バート・ランカスター、ミシェル・シモン（背後）、ポール・スコフィールド。

息子のアレクサンドル・ローゼンバーグは、1940年6月のダイナモ作戦の際にイギリスに渡り、自由フランス軍の中尉に任命された。アレクサンドルの部隊は、1944年6月のノルマンディー上陸作戦に参加し、同年8月、略奪品をドイツへ輸送しようとしていた列車が通過する前にパリ北方で線路を爆破して列車を奪取した。貨車の扉を開けたとき、アレクサンドルは、父の家に飾られていた美術品が多数その中に含まれているのを目にした。これにより、父が保有する美術品約400点が失われるのを防ぐことができた。1946年、アレクサンドルは、父の事業に参加するため、ニューヨークの父の元に移った。アレクサンドルの部隊によるドイツの列車の阻止の話を元にして、バート・ランカスター、ポール・スコフィールド、ジャンヌ・モロー、ミシェル・シモンらが出演した1964年の映画『大列車作戦』(The Train)が制作された。
1950年代中頃、ローゼンバーグは南フランスで収蔵されていたマティスの作品を取り戻すために訴訟を起こしたが、被告であるローゼンバーグ自身の親族に所有権が帰属するという判決が出され、敗訴した。ローゼンバーグの死後、一族は息子のアレクサンドルの元でローゼンバーグが保有していた美術品の回収を継続することで合意した。1971年、ドガの『2人の踊り子』(Deux Danseuses)を、市場価格を大幅に下回る額で買い戻した。
1987年12月、アレクサンドルの未亡人のイレーヌは、ドガの『ガブリエル・ディオの肖像』がハンブルクの画廊で売りに出されていることを美術雑誌の記事で知った。イレーヌはその画廊に連絡し、自分がその絵と関係があることを伝えた。画廊の店主は、守秘義務により現在の所有者の情報は明かせないが、この絵に関して何かあったらイレーヌに一報を入れると約束した。後にその画商は、「持ち主」がその絵を画廊から持ち出して姿を消したとイレーヌに伝えた。
1997年10月、ローゼンバーグの相続人は、シアトル美術館に収蔵されているマティスの『オダリスク』(Odalisque)を取り戻すための訴訟を起こした。これは、ナチスが略奪した美術品の所有権に関するアメリカで初の訴訟だった。同館館長のミミ・ガードナー・ゲイツの仲介により、提訴から11時間以内にこの作品は相続人に返還された。同館は後に、1950年代にこの作品を販売した画廊を提訴した。2007年にローゼンバーグの娘のミシュリーヌが死去した後、その娘で唯一の相続人であるアンヌ・サンクレールは、この作品をオークションに出品し、3300万ドルで売却した。同年アンヌは、自身の祖母と母が描かれた1918年のピカソの作品をパリのピカソ美術館に寄贈した。
2012年、ドイツの徴税当局が、ミュンヘンの美術商ヒルデブラント・グルリットの息子のコルネリウス・グルリットが保有するアパートで、ローゼンバーグのコレクションの一部を発見した。ローゼンバーグ一家がフランスを脱出する時に残したマティスの『女性の肖像』など1500点以上の作品が回収され、その総額は推定10億ユーロに達する。グルリットのコレクションはガーヒングの倉庫に収蔵され、元の所有者の調査が行われている。
2012年、ノルウェー・オスロ近郊のヘニー・オンスター美術館の展覧会の図録に、ローゼンバーグがかつて保有しナチスに略奪されたマティスの1937年の作品『暖炉の前の青い服の女』(Profil bleu devant la cheminée)が掲載されているのをローゼンバーグの一族が確認し、美術館に返還を要求した。ローゼンバーグは1937年にマティスから直接この作品を購入し、ナチスのフランス侵攻時にはジロンド県リブルヌの銀行の貸金庫で保管していた。1941年3月にERRがこの作品を略奪した。ゲーリングが個人で保有した後、様々な美術商のもとを経て、1940年代後半にノルウェーの海運業者ニルス・オンスターが購入し、後にオンスター夫妻のコレクションを展示するヘニー・オンスター美術館に収蔵された。ノルウェーの法律上、この作品を長く収蔵していたヘニー・オンスター美術館が保有権を有するが、ノルウェーは、ナチスが略奪した美術品の返還に関する1998年のワシントン合意に署名した44か国のうちの1つである。アート・リカバリー・グループのクリストファー・A・マリネロの調停により、この作品は2014年3月にローゼンバーグの相続人に返還された。
コルネリウス・グルリットの自宅で発見されたマティスの『座る女性の肖像』も、マリネロの調停により2015年5月にローゼンバーグの相続人に返還された。

## 大衆文化において
ピカソの生涯を題材とした2018年のテレビドラマ『ジーニアス』シーズン2では、ウィル・キーンがローゼンバーグの役を演じた。